# Fobosz-Grunt
A Fobosz-Grunt (orosz betűkkel: Фобос-Грунт, magyarul: Fobosz-talaj) orosz anyagminta-visszahozó űrszonda, melyet a Mars Phobos holdjára terveztek indítani. A program 2001-ben kezdődött, a szonda eredetileg 2009-ben indult volna, Szojuz hordozórakétával, de ezt 2011-re halasztották, mert a program késése miatt nem értek végére a szükséges teszteknek. Az indítást Szojuz rakétával tervezték, de végül a Zenyit mellett döntöttek, hogy ne kelljen tovább csökkenteni a szonda tömegét. 2006. augusztus 23-án a Kínai Űrtechnológiai Akadémia bejelentette, hogy egy tudományos műszer elkészítésében működnek közre a küldetésben, később a részvétel mértékét megnövelve, külön űrszonda, a Jinghuo–1 építését határozták el, az orosz űrszondával együtt indítva.
Az űrszonda fedélzetén az amerikai Planetary Societyvel közösen végrehajtott LIFE (Living Interplanetary Flight Experiment) kísérlet keretében különböző, nagy tűrőképességű földi élőlények (például Szibéria talajából vett mikroorganizmusok) utaztak, ezek a tervek szerint visszatértek volna a Földre. A pánspermia elmélete ugyanis szerint különféle meteoritok belsejében élőlények juthatnak át egyik égitestről a másikra.

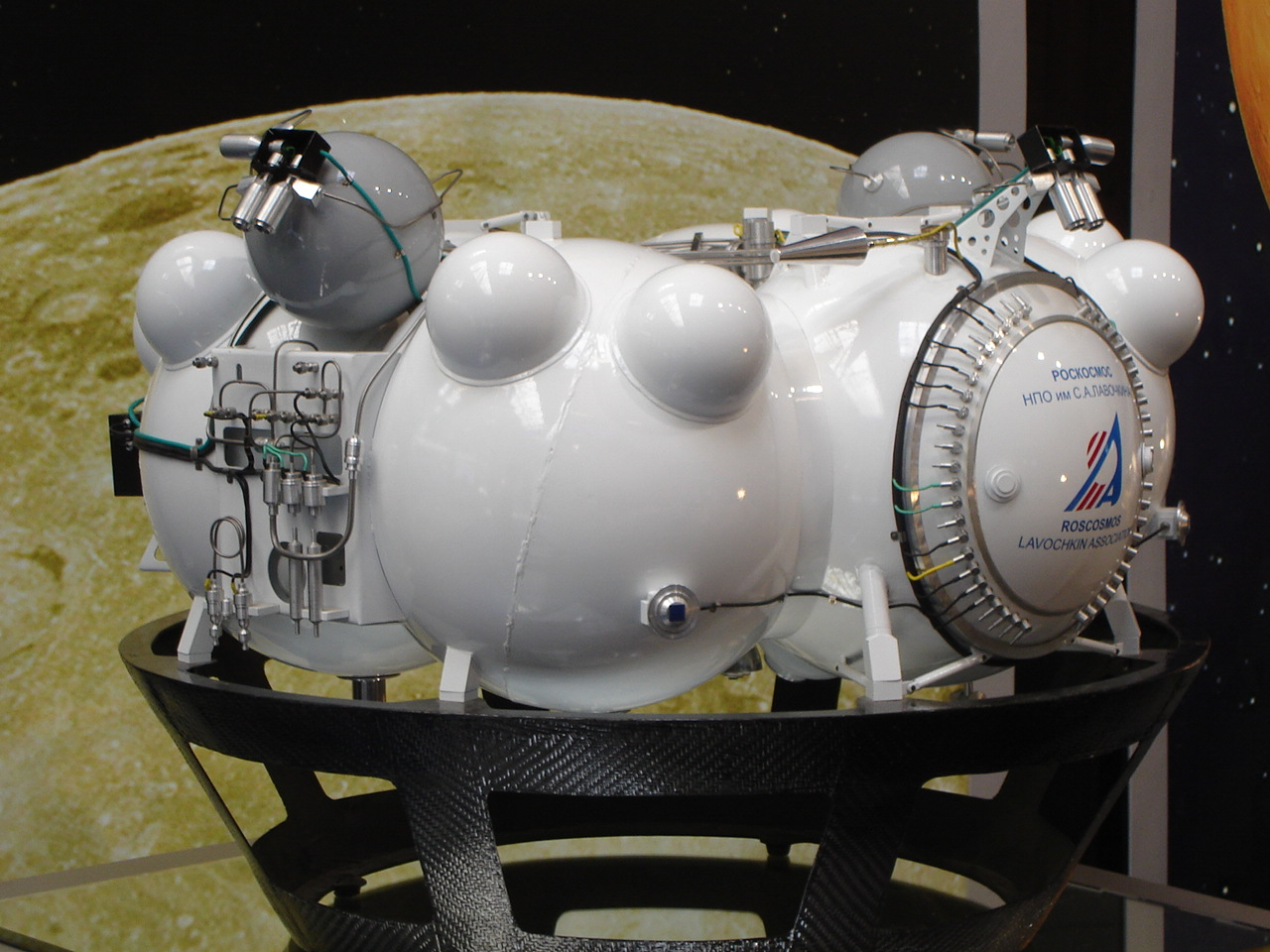
A bolygóközi pályára állítást végző Fregat rakéta-végfokozat makettje a Párizsi légiszalonon kiállítva

A szondát 2011. november 9-én indították a bajkonuri űrrepülőtérről. A szonda Föld körüli pályára állt, melyet műszaki hiba miatt nem tudott elhagyni, mert hajtóműve nem kapcsolódott be. Az űrszondával megszakadt a kapcsolat. Felszín feletti magassága nagyjából 300 km volt. A felső légkör súrlódása miatt lassuló szonda 2012. január 15-én közép-európai idő szerint este háromnegyed hétkor visszatért a Föld légkörébe. A szonda el nem égett darabjai a Wellington-szigettől kb. 1250 kilométerre nyugatra zuhantak a Csendes-óceánba.
Orosz hivatalos közlés szerint a működési rendellenességet szoftverhiba okozta, ami a szondát biztonsági módba kapcsolta. A műhold az ezt követő napokban több alkalommal automatikusan bekapcsolta manőverező hajtóműveit, és növelte keringési pályájának magasságát. A hiba okaként korábban számos lehetséges ok felmerült (amerikai katonai radar, hibás elektronikai alkatrészek, kozmikus sugárzás), de ezeket sorban ki lehetett zárni.

## Lásd még
- Fobosz-program – szovjet program a Phobosz hold vizsgálatára

## Külső hivatkozások
- Újabb orosz űrszonda a Marsra?
- Fobosz-Grunt